# もちしお (潜水艦・2代)
もちしお（ローマ字：JS Mochishio, SS-600）は、海上自衛隊の潜水艦。おやしお型潜水艦の11番艦。艦名は満月時の満ち潮の呼び名である望潮から由来し、この名を受け継いだ日本の艦艇としては、ゆうしお型潜水艦「もちしお」（SS-574）に続き2代目にあたる。

## 艦歴
「もちしお」は中期防衛力整備計画に基づく平成15年度計画2700トン型潜水艦、8115号艦として川崎造船神戸工場で2004年2月23日に起工され、2006年11月6日に同工場第1船台で挙行された命名・進水式において防衛庁長官 久間章生により「もちしお」と命名され進水、2007年8月5日に公試開始、2008年3月6日に就役し、同日付で第1潜水隊群第3潜水隊に編入され呉に配備された。600番台の艦番号を有する唯一の海上自衛隊潜水艦である。
2010年5月31日にリムパック2010に参加するため呉を出航し、6月21日にパールハーバーに到着。8月1日までハワイ周辺海域にて訓練を行い、同年8月27日ごろに呉へ帰港した。
2011年10月12日、米国派遣訓練のためグアム経由でハワイ方面へ向けて出航した。10月下旬から12月中旬まで訓練を実施し、翌2012年1月21日に帰港した。
現在も第1潜水隊群第3潜水隊に所属し、定係港は呉である。

### 歴代艦長
| 代 | 氏名     | 在任期間              | 出身校・期 | 前職                         | 後職                                               | 備考    |
| -- | -------- | --------------------- | ---------- | ---------------------------- | -------------------------------------------------- | ------- |
| 01 | 五領隆男 | 2008.3.6 - 2008.11.30 | 防大27期   | もちしお艤装員長             | 潜水艦教育訓練隊                                   |         |
| 02 | 中濵高宣 | 2008.12.1 - 2010.3.4  | 防大33期   | なるしお艦長                 |                                                    |         |
| 03 | 植田康照 | 2010.3.5 - 2011.6.9   | 防大34期   | みちしお艦長                 |                                                    |         |
| 04 | 梅原 淳  | 2011.6.10 - 2014.8.31 | 防大36期   | 潜水艦隊司令部               | 呉基地業務隊補充部付 →2014.10.8 じんりゅう艤装員長 |         |
| 05 | 関本博充 | 2014.9.1 - 2017.2.12  |            | 海上幕僚監部防衛部運用支援課 |                                                    |         |
| 06 | 岡本雄二 | 2017.2.13 - 2018.9.9  | 防大42期   | みちしお艦長                 | 呉基地業務隊補充部付 →2018.10.4 おうりゅう艤装員長 |         |
| 07 | 長西圭輔 | 2018.9.9 - 2019.7.25  |            | 海上幕僚監部防衛部防衛課     |                                                    |         |
| 08 | 河原邦和 | 2019.7.26 - 2021.7.15 |            | 第1潜水隊群司令部            | うんりゅう艦長                                     | 3等海佐 |
| 09 | 中野伸明 | 2021.7.16 -           |            | 潜水艦教育訓練隊             |                                                    |         |
| 10 | 水沼正明 |                       |            |                              |                                                    |         |

## おやしお型潜水艦の11番艦 を主な舞台にした作品
有川浩の作品で自衛隊三部作の1つである「海の底」の主要な舞台となる「きりしお」が、おやしお型11番艦という設定になっている。